# Scritture paleo-ispaniche

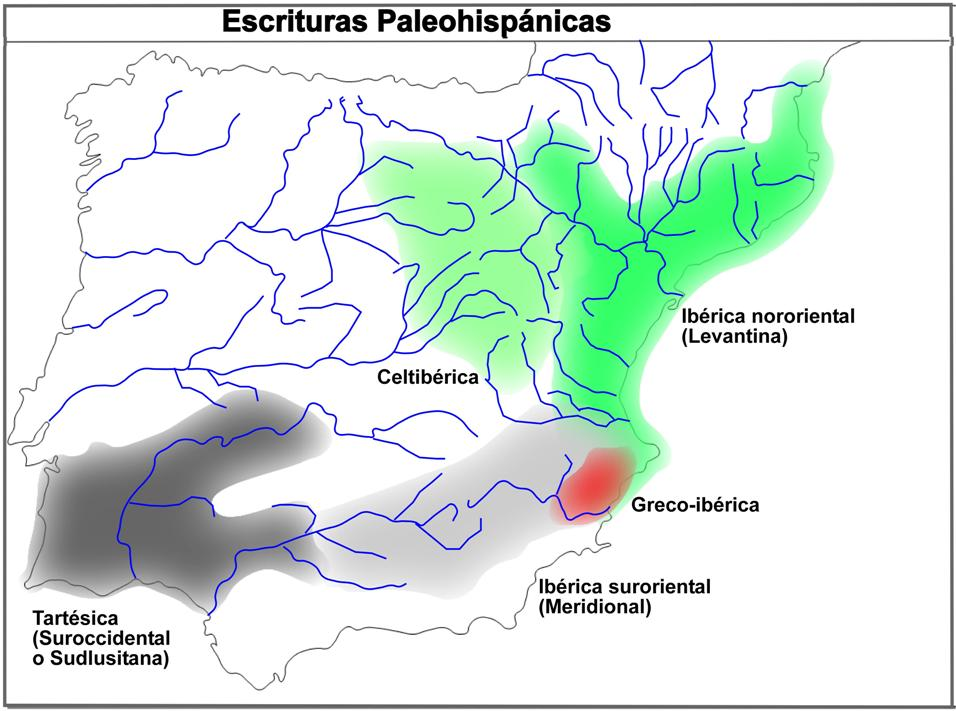
Diffusione delle scritture paleo-ispaniche.

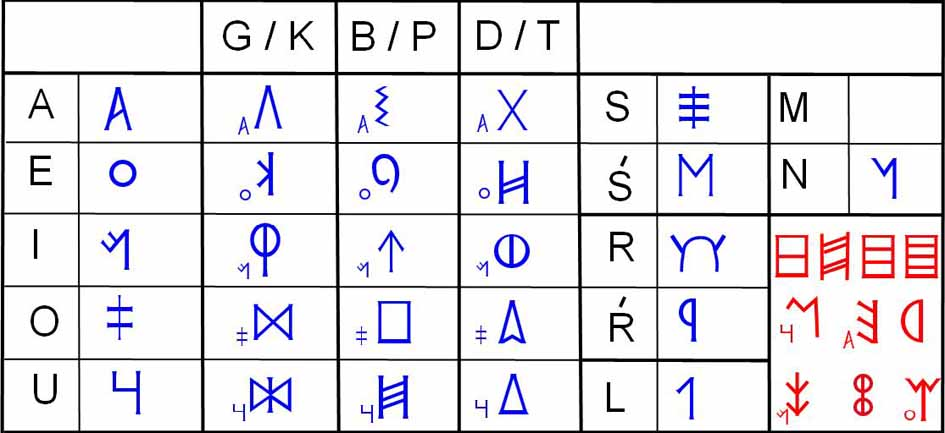
Scrittura tartessica o sudlusitana (Adattato da Rodríguez Ramos 2000).

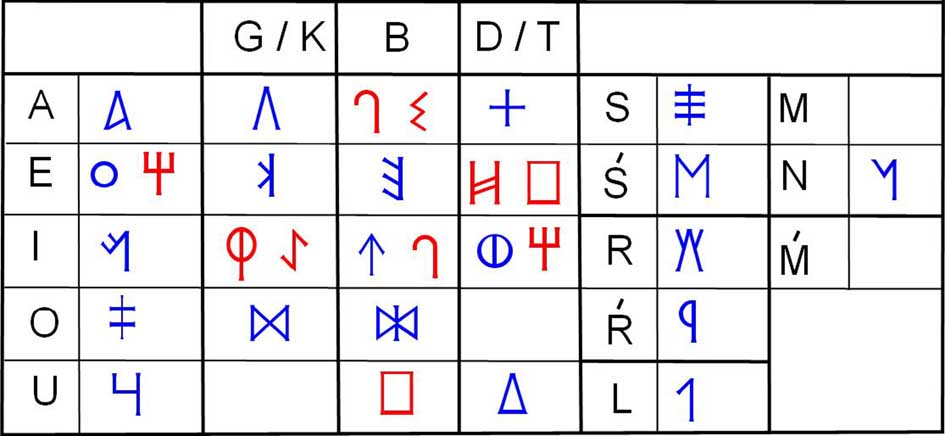
Scrittura iberica sudorientale (Adattato da Correa 2004).

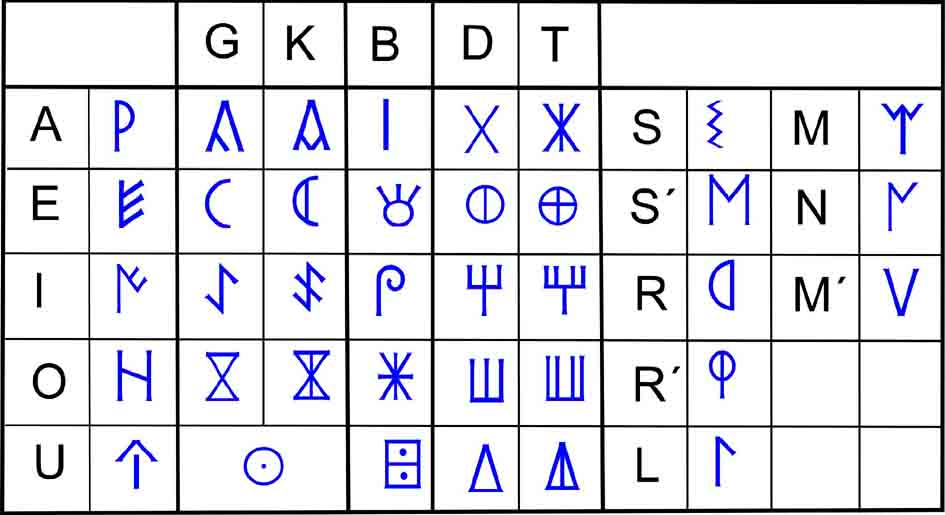
Scrittura iberica nordorientale duale (Adattato da Ferrer i Jané 2005).

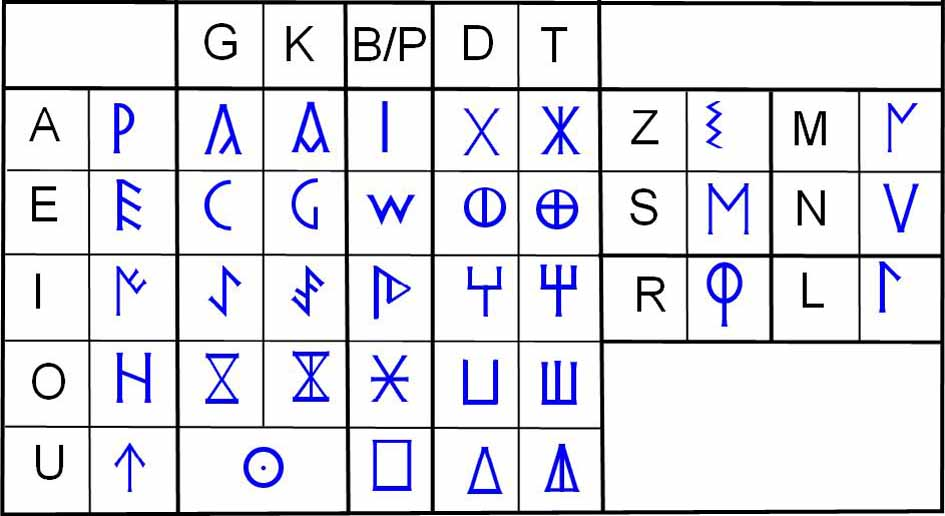
Scrittura celtiberica occidentale (Adattato da Ferrer i Jané 2005).

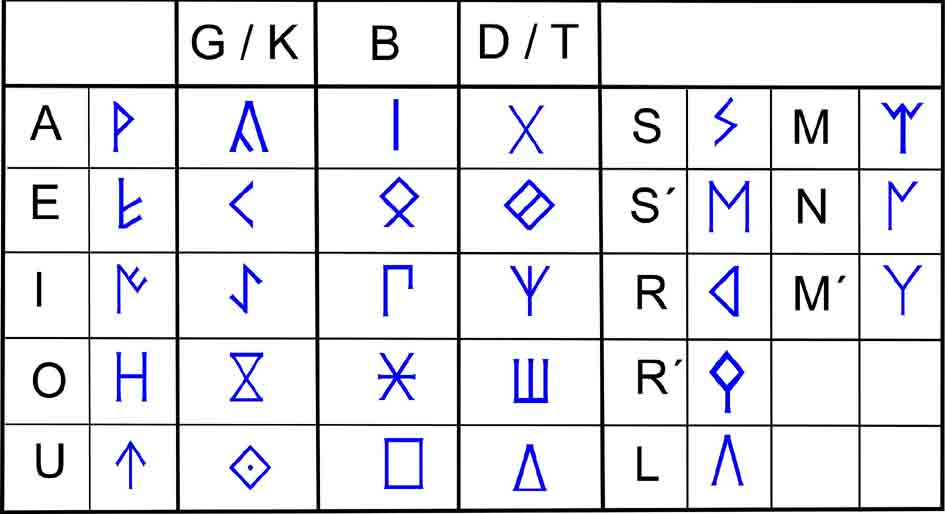
Scrittura iberica nordorientale non-duale.

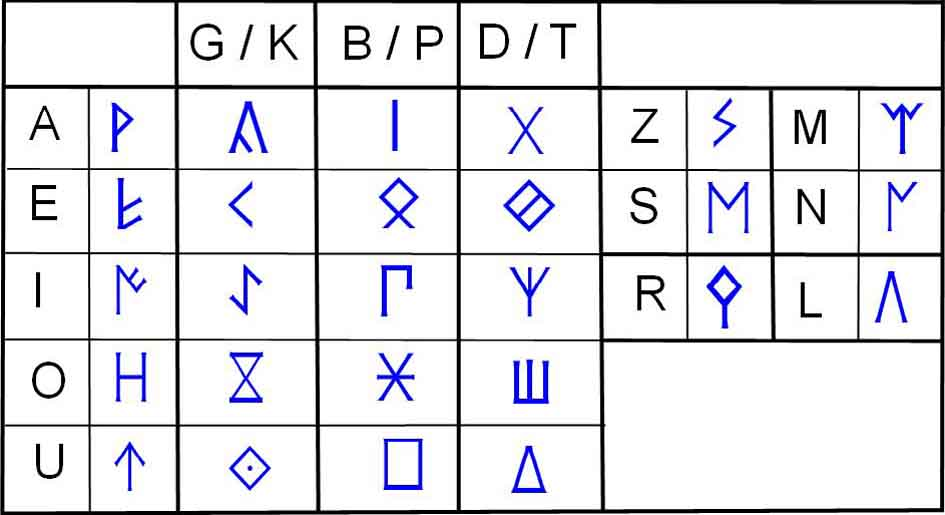
Scrittura celtiberica orientale.

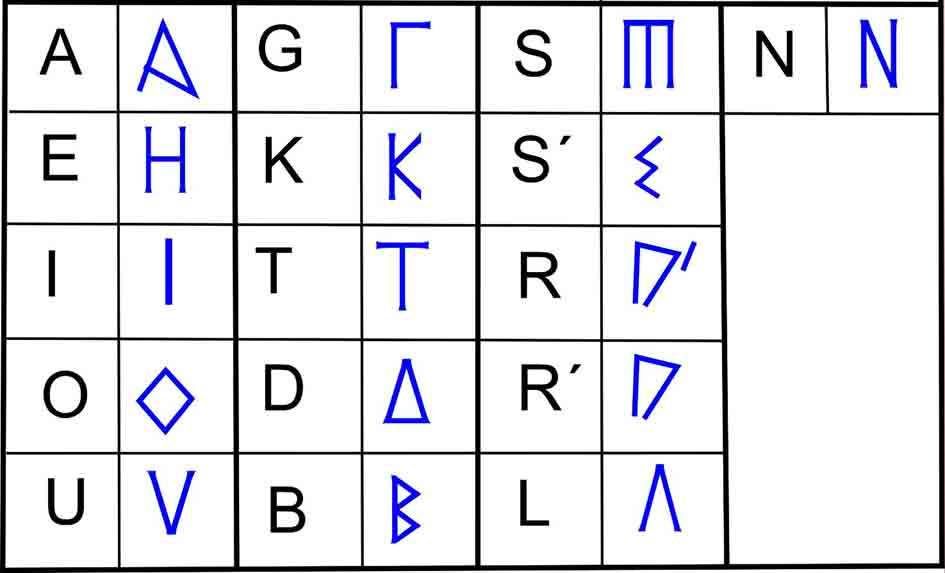
Alfabeto greco-iberico.

Le scritture paleo-ispaniche sono i sistemi di scrittura sorti nella penisola iberica prima che l'alfabeto latino si convertisse nel sistema grafico dominante. 
Tali scritture non ebbero carattere unitario perché dovettero adattarsi anche a lingue non iberiche e in primo luogo, ad alcuni idiomi celtici e al tartessico. Al momento della propria massima diffusione (III secolo a.C.) le scritture paleo-ispaniche si articolavano nelle seguenti varietà principali:
- Signario de Espanca
- Scrittura del Sud-Ovest (o tartessia o sudlusitana)
- Alfabeto greco-iberico
- Scrittura iberica sudorientale (o meridionale)
- Scrittura iberica nordorientale (o levantina o iberica)
  - Variante duale
  - Variante non duale
- Scrittura celtiberica
  - Variante orientale
  - Variante occidentale

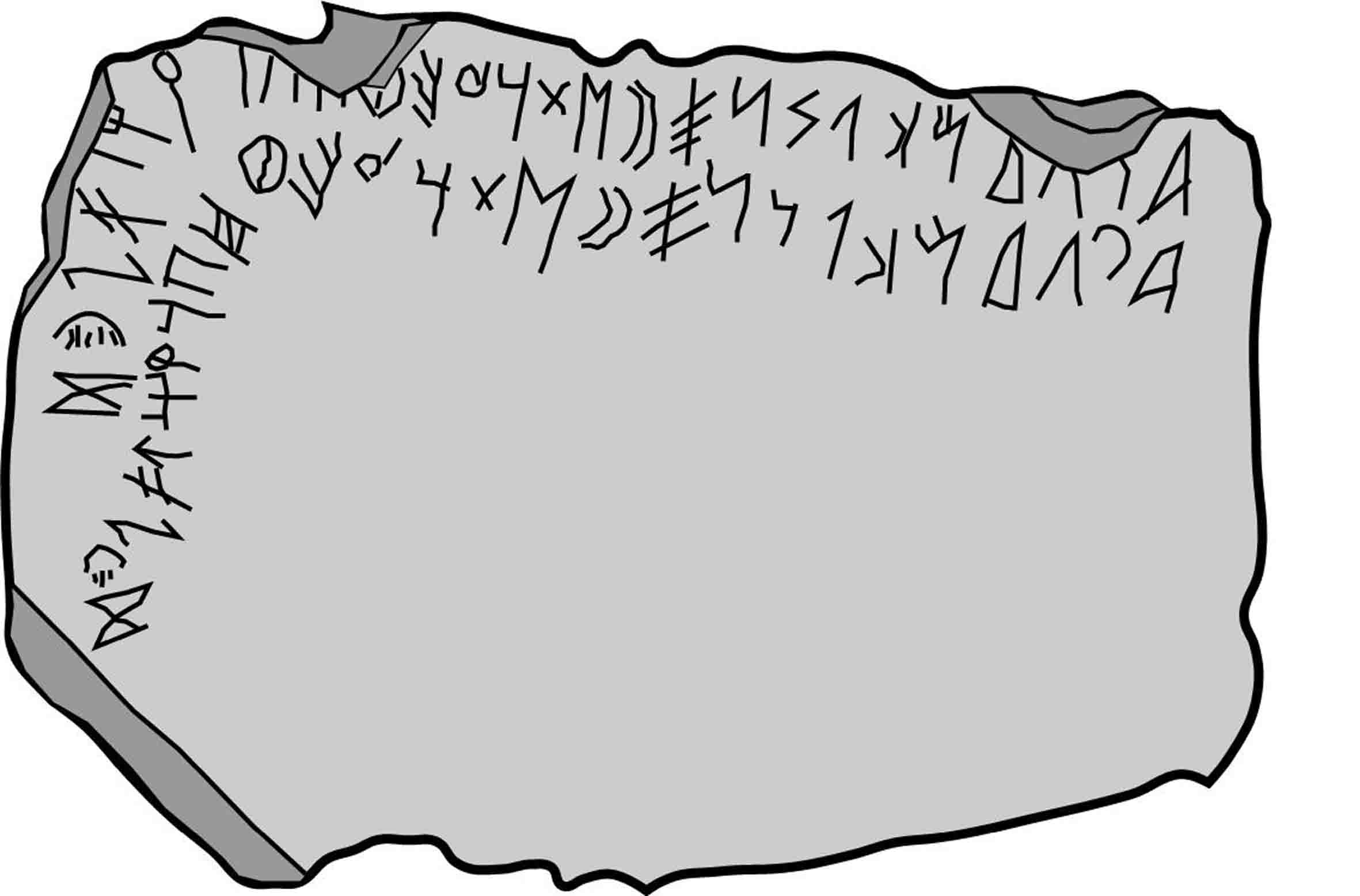
Signario d'Espanca (Castro Verde).
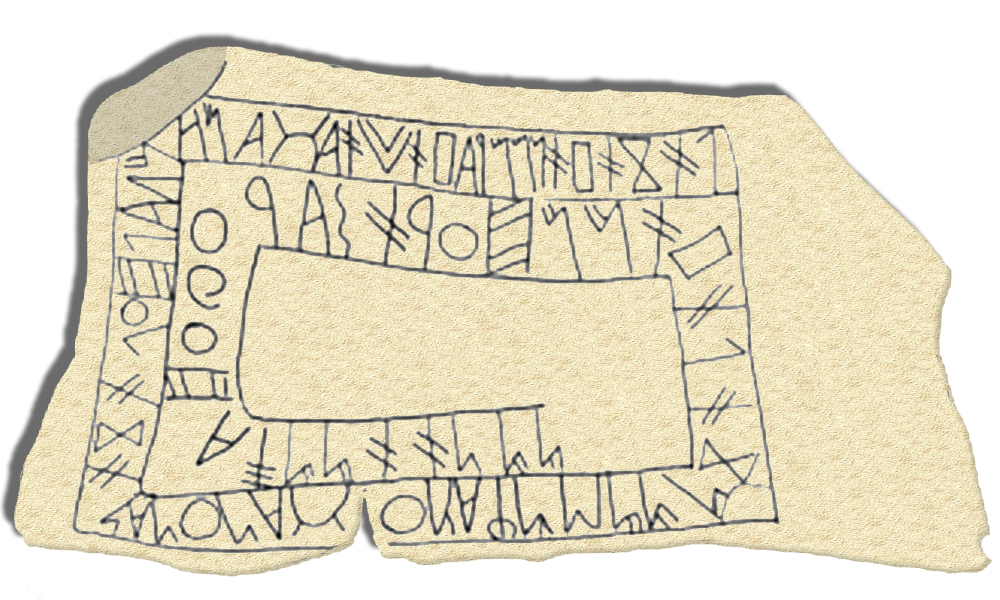
Scrittura del Sud-Ovest. Stele di Fonte Velha (Bensafrim, Lagos).
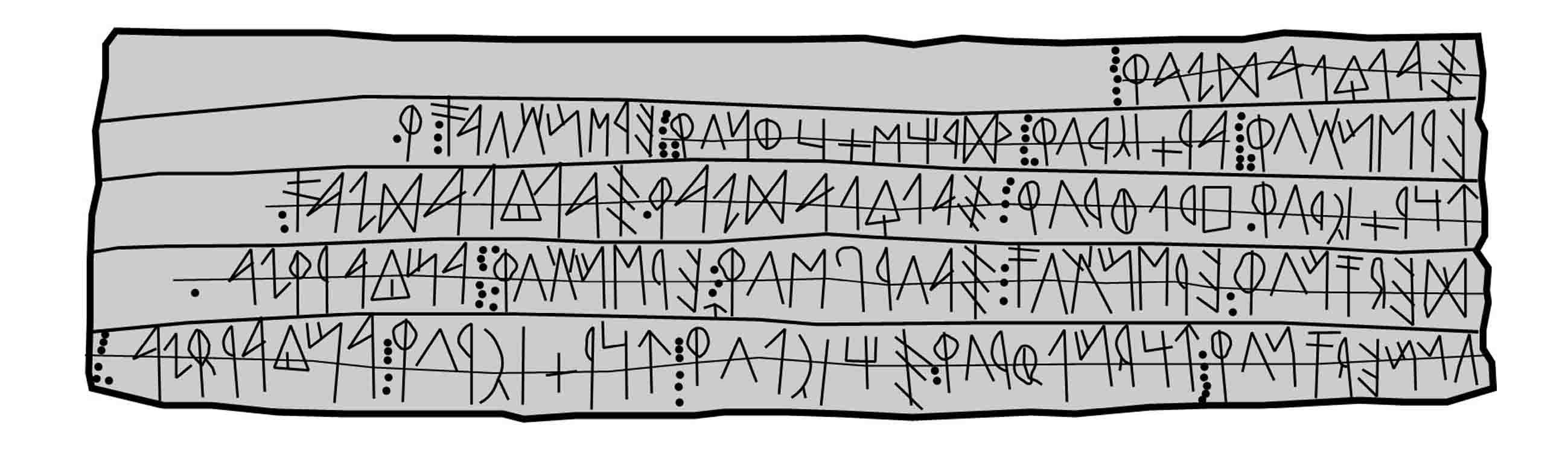
Scrittura iberica sudorientale. Piombo di La Bastida de las Alcusas (Mogente).
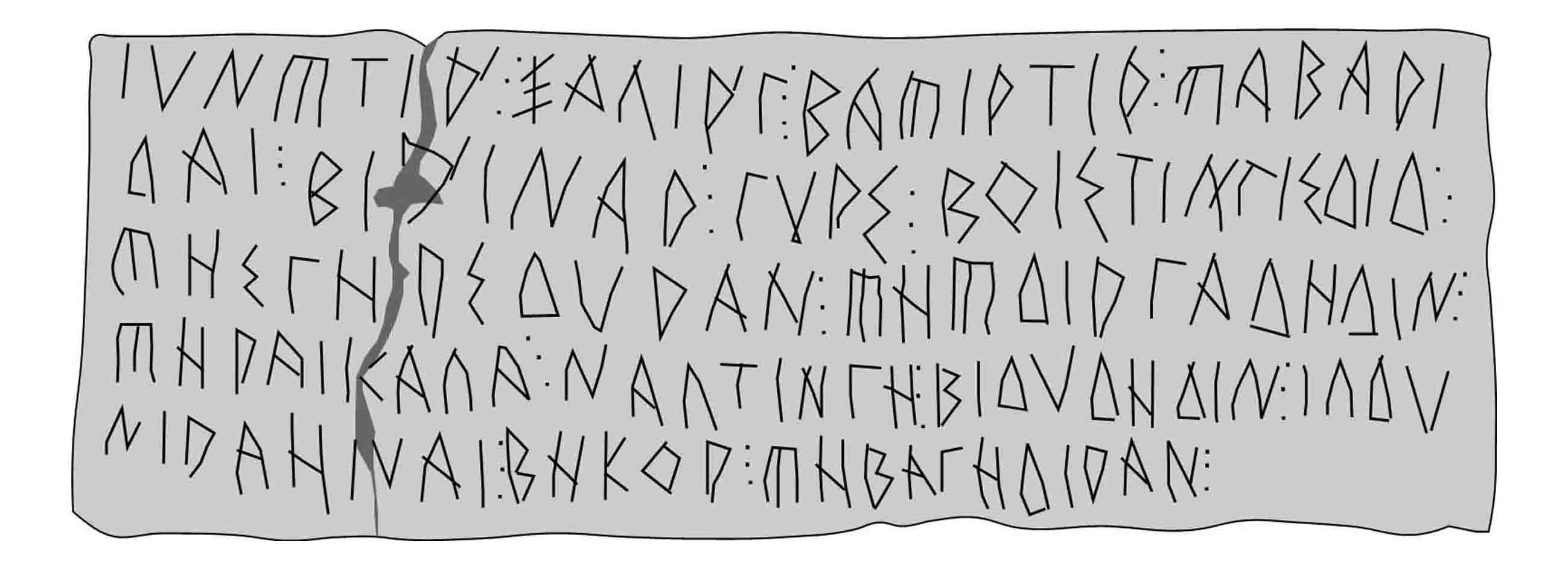
Alfabeto greco-iberico . Piombo di la Serreta (Alcoy).
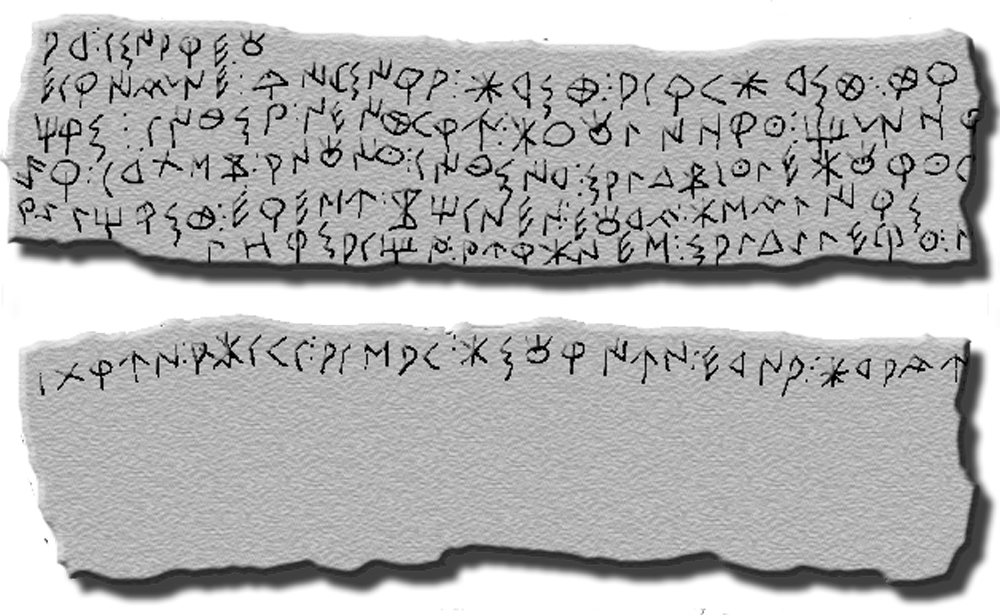
Scrittura iberica nordorientale. Piombo d'Ullastret (Girona) (s IV a. C.).
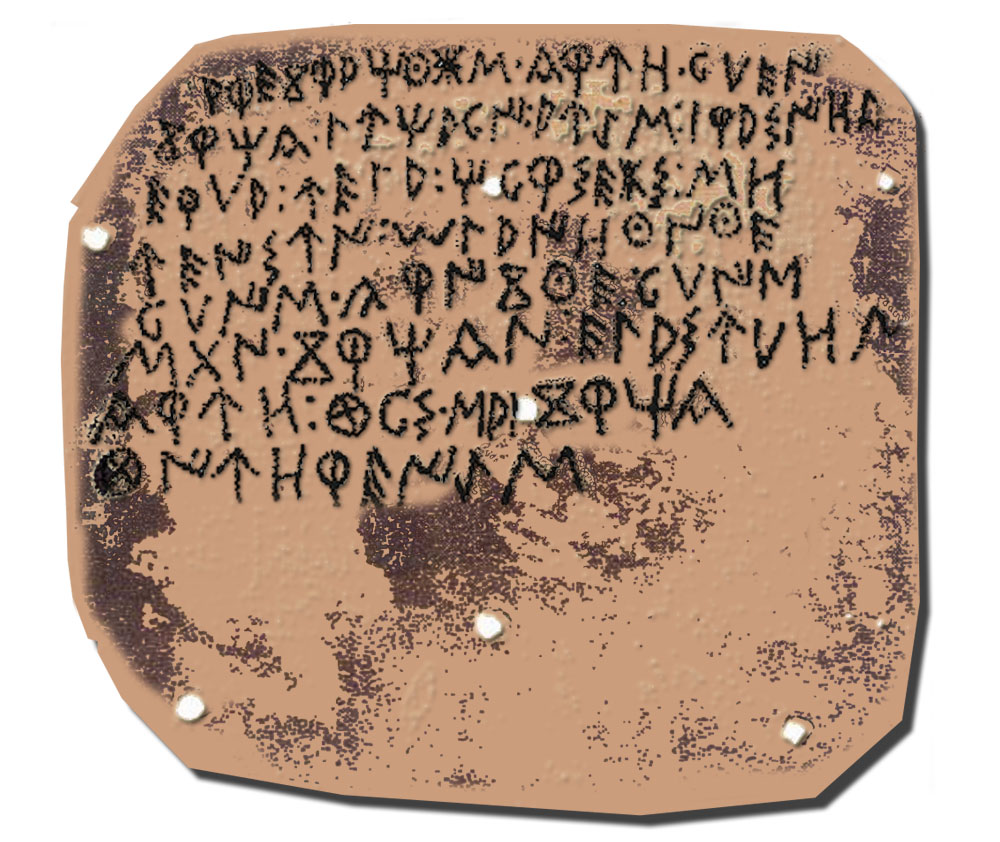
Scrittura celtiberica. Bronzo di Luzaga (Guadalajara).